# Tom van der Lee
Tom van der Lee (Silvolde, 9 juli 1964) is een Nederlands politicus voor GroenLinks. Hij is sinds 2017 lid van de Tweede Kamer der Staten-Generaal. Eerder was hij politiek coördinator en hoofd Voorlichting van de fractie van GroenLinks in de Tweede Kamer en directeur campagnes van Oxfam Novib.

## Levensloop
Van der Lee studeerde tot 1989 politicologie, waarbinnen hij zich specialiseerde in de leer van de internationale betrekkingen. Hij was studentenleider, (geweldloos) kraker en dienstweigeraar. Daarna werkte hij bij de GroenLinks-fractie, eerst als fractiemedewerker en vanaf 1993 als politiek coördinator en hoofd Voorlichting. Hij coachte en adviseerde de partijleiders Paul Rosenmöller en Femke Halsema en bereidde hen voor op mediaoptredens. Ook schreef hij mee aan een aantal publicaties. Van der Lee voerde het woord over personele aangelegenheden. Daarnaast zat hij de wekelijkse fractievergaderingen voor, trad hij op als 'spindoctor' en leidde hij de verkiezingscampagne bij de Tweede-Kamerverkiezingen van 2003.
Binnen en buiten GroenLinks stond hij bekend als een van de invloedrijkste GroenLinksers, die vanuit de achtergrond opereerde. Uit de politieke biografie Pluche van Femke Halsema blijkt dat Van der Lee Halsema's campagneleus "Knokken voor wat kwetsbaar is" bedacht, maar haar ook dikwijls verweet te weinig "Wille zur Macht" te bezitten. In 2009 werd hij directeur Campagnes van Oxfam Novib. Hij werd als hoofd Voorlichting opgevolgd door Bart Snels.

### Oxfam Novib
Bij Oxfam Novib gaf Van der Lee onder meer leiding aan campagnes die bedrijven aansporen maatschappelijk verantwoord te ondernemen (Groene Sint, Eerlijke Geldwijzer en 'Behind the Brands') en zich richten op de aanpak van belastingontwijking ('Make Tax Fair en 'Even it Up'). Dat laatste thema is ook een prioriteit van partijleider Jesse Klaver, die regelmatig advies bij Van der Lee inwon. Op het moment dat hij directeur campagnes van Oxfam Novib in Nederland was, werd hij geïnformeerd over schandalen bij Oxfam in Groot-Brittannië. Over de kwestie zei hij later als Kamerlid: "Het is heel erg wat er is gebeurd. Vooral voor de slachtoffers. Ik bied hen persoonlijk mijn excuses aan en betreur dat ik destijds niet meer heb doorgevraagd."
Als vicevoorzitter van Partos, de brancheorganisatie voor internationale samenwerking, voerde Tom van der Lee het woord in de campagnes 'Genoeg is genoeg' en 'Je krijgt wat je geeft'. Hij stond mede aan de basis van het 'World's Best News' initiatief en de brede 'Stay Human' campagne, die Nederlanders betrekt bij een humane opvang van vluchtelingen.

### Politiek op de voorgrond
In 2014 trad hij op als een van de informateurs van het college in Amsterdam. Samen met mede-informateur Thom de Graaf leidde dit tot een hervormingsagenda van D66 en GroenLinks. Na de raadsverkiezingen van 21 maart 2018 adviseerde hij als informateur de vorming van een PaarsGroene coalitie in Arnhem, een combinatie van de sociaaldemocratische PvdA, de liberale VVD en D66, en het groene GroenLinks. Hij werd vervolgens door deze vier partijen gevraagd om als formateur de onderhandelingen te leiden. Dit leidde tot dit PaarsGroene college, dat op 30 mei 2018 werd geïnstalleerd. Na de Provinciale Statenverkiezingen 2019 trad Van der Lee op 9 april aan als formateur van een nieuw provinciebestuur in Groningen. Dat leidde op maandag 20 mei tot het coalitieakkoord 'Verbinden Versterken Vernieuwen', tussen zes partijen. Daarmee kon de provincie Groningen - als eerste in Nederland - na de Statenverkiezingen een college vormen, met gedeputeerden van GroenLinks, PvdA, ChristenUnie, VVD, CDA en D66. Later bleek dat dit het enige college was dat voor de helft uit vrouwen bestaat.
Samen met historicus en kandidaat-Kamerlid Zihni Özdil hielp hij Klaver, de lijsttrekker van GroenLinks, bij het schrijven van diens boek "De empathische samenleving". Bij de Tweede Kamerverkiezingen 2017 stond hij als derde op de kandidatenlijst van GroenLinks en werd hij gekozen in het parlement. Van der Lee werd twee maanden na zijn installatie verkozen tot vicevoorzitter van de Parlementaire ondervragingscommissie Fiscale constructies. Hij werd tevens lid van het fractiebestuur en het formatieteam van GroenLinks. Van der Lee voert namens de Kamerfractie het woord over onder meer Economische Zaken, Klimaat, Energie, Innovatie & Digitalisering. Nadat Liesbeth van Tongeren en Linda Voortman in juni 2018 wethouder werden in respectievelijk Den Haag en Utrecht, werd Van der Lee tevens woordvoerder op de Gaswinningsproblematiek Groningen en trad hij als de nieuwe fractiesecretaris toe tot het Presidium, waardoor hij ook een van de ondervoorzitters van de Tweede Kamer werd. 
Van der Lee was lid van de Parlementaire Werkgroep, onder leiding van Kees van der Staaij, die voor het eerst in 25 jaar een compleet herziene versie van het Reglement van Orde van de Tweede Kamer heeft ontworpen. Op 2 juli 2020 begon Van der Lee als een van de commissieleden aan de parlementaire ondervraging inzake de Kinderopvangtoeslagaffaire, die onderzoekt in hoeverre bewindspersonen en topambtenaren betrokken waren bij de uit de hand gelopen fraudeaanpak en de ‘alles-of-niets’ benadering die vele ouders dupeerden. Deze commissie bracht op 17 december 2020 het rapport 'Ongekend onrecht' uit en dat leidde tot het aftreden van Lodewijk Asscher, Eric Wiebes en het hele kabinet Kabinet-Rutte III op 15 januari 2021.
Samen met Klaver vormde Van der Lee het duo dat tussen november 2017 en juni 2018 onderhandelde met Minister Eric Wiebes en vervolgens met 6 Kamerfracties over de Klimaatwet, deze werd op woensdag 27 juni 2018 gepresenteerd. De wet werd op 20 december 2018 - met 80% van de zetels - aangenomen in de Tweede Kamer en kent als resultaatverplichting onder meer het doel om in 2050 de CO2-uitstoot met 95% beperkt te hebben ten opzichte van 1990. Op 28 mei 2019 werd de Klimaatwet ook aangenomen door de Eerste Kamer, alleen PVV, SGP en PvdD stemden tegen. Enkele weken na het verschijnen van het Klimaatakkoord presenteerden Klaver en Van der Lee op maandag 21 januari 2019 de Initiatiefwet CO2-belasting. Dit voedde mede een fel publiek en politiek debat, waardoor de coalitie aan de vooravond van de Statenverkiezingen besloot om de industrie een CO2-heffing op te leggen.
Een motie van Tom van der Lee die opriep tot instellen van parlementaire enquêtecommissie naar de gaswinningsproblematiek in Groningen werd door de Tweede Kamer met algemene stemmen aangenomen. Van der Lee werd op 22 september 2020 verkozen tot voorzitter van de Tijdelijke Commissie Aardgaswinning Groningen. Samen met zeven andere Kamerleden ontwikkelde hij een onderzoeksopzet op basis waarvan de Tweede Kamer besloot de commissie om te zetten in een volwaardige parlementaire enquête. De Parlementaire enquête aardgaswinning Groningen werd vervolgens op 11 februari 2021 geïnstalleerd en verkoos Van der Lee tot haar voorzitter.
Tijdens de Tweede Kamerverkiezingen 2021 stond Van der Lee wederom op de derde plek van de kandidatenlijst. Bij de gezamenlijke deelname van GroenLinks samen met de PvdA bij de Tweede Kamerverkiezingen 2023 stond Van der Lee op de negende plek van de kandidatenlijst.

## Persoonlijk
Van der Lee heeft een dochter. Verder is hij bestuurslid van stichting Machiavelli, die jaarlijks de Machiavelliprijs uitreikt aan een politicus of organisatie die een markante bijdrage heeft geleverd aan de communicatie tussen politiek, overheid en burgers.